# フォード・インディアナポリスエンジン
フォード・インディアナポリスエンジンは、1960年代にフォード・モーターがインディアナポリス500用に開発した純競技用エンジンである。前期のプッシュロッド「インディアナポリス」と後期のDOHCコンペティションに大別される。1970年代初頭まで多くの選手に動力を提供し、優秀な成績を数多く残した。
本稿で解説する事物には製造者による定まった呼称が存在しないため、フォード関係者著述によるSAE論文に多用され、かつ開発主旨を言い表す「インディアナポリス」を以てその名称を創造し、当記事名とした。よって現地語である英語の表記は示さない。

## 概要
1963年から1971年までUSAC全米選手権 (USAC National Championship, 以下、選手権) シリーズで運用されたフォード・モーター (以下、フォード) の純競技用エンジンである。チーム・ロータスの要請によりインディアナポリス500に優勝する目的で開発された。1965年にいくつかの有力なチームへ限定販売され、その年にインディアナポリス500で優勝者を出し、3年目で当初の目的を果たした。1966年以降の製造販売は社外の業者へ委託され、それまでの最有力エンジンであったオッフェンハウザー・エンジン (Offenhauser Engine) に代わって選手権へ参加する選手へ動力を提供し続け、インディアナポリス500は1968年を落としただけで他年は全て優勝した。またロードコースでは圧倒的な強さを見せた。
公道運行用の量産エンジンであるチャレンジャー260V8を基に設計されているが、共通部品はほぼ皆無の競技用特殊エンジンである。排気量は選手権技術規定で上限の4.20リットル (L) に収まる4.18 Lとなっている。シリンダーはV型8気筒配置で、シリンダーヘッドの差異により1963年型のプッシュロッド「インディアナポリス」(Pushrod "Indianapolis") と1964年型以降のDOHCコンペティション (D. O. H. C. Competition) に二分される。前者がOHV式、後者がDOHC式で32バルブである。1968年には排気量を縮小してターボ過給した仕様が登場した。
1964年のフォード・GTには動力としてプッシュロッド「インディアナポリス」が転用され、製造者国際選手権では当時最有力のフェラーリに比肩する速さを見せるも、エンジン以外の故障などで全て途中棄権となった。

## 開発と運用の経緯
1962年、チーム・ロータスのコーリン・チャップマンはインディアナポリス500を視察して成功への確信を得ると、翌年の同レース参加に向け、フォードへエンジン製作での共同参画を打診した。フォードは3月に市場投入していたチャレンジャー260V8 (V型8気筒) の排気量 (4.27 L) と、同レースを含む選手権で規定されている自然吸気特殊エンジンの排気量上限 (4.20 L) の近似性に着目し、チャレンジャーV8と同じV型8気筒とすることで高い販売促進効果が見込めると考えこれに合意した。
開発は研究部門であるアドヴァンスド・エンジン課 (Advanced Engine Department, 以下、AE課) が担当し、AX-227の開発呼称を付与して、チャレンジャー260V8を設計基礎に進められた。1961年11月に市場投入された新型フォード・フェアレーン (四代目、および初代マーキュリー・ミティア) と共に開発されたチャレンジャーV8シリーズは、当時最新の設計概念と製造技術が投入された軽量小型かつ高性能な新世代エンジンであり、販売促進の目論見とは異なる意味でも開発基礎として好適であった。当初AE課はAX-227の吸排気バルブ制御にDOHC式を予定していたが、市販乗用車との共通性を深めて販売促進効果を高めんとするフォード上層部の意向によりプッシュロッド式が選択され、開発呼称も新たにAX-230が付与された。

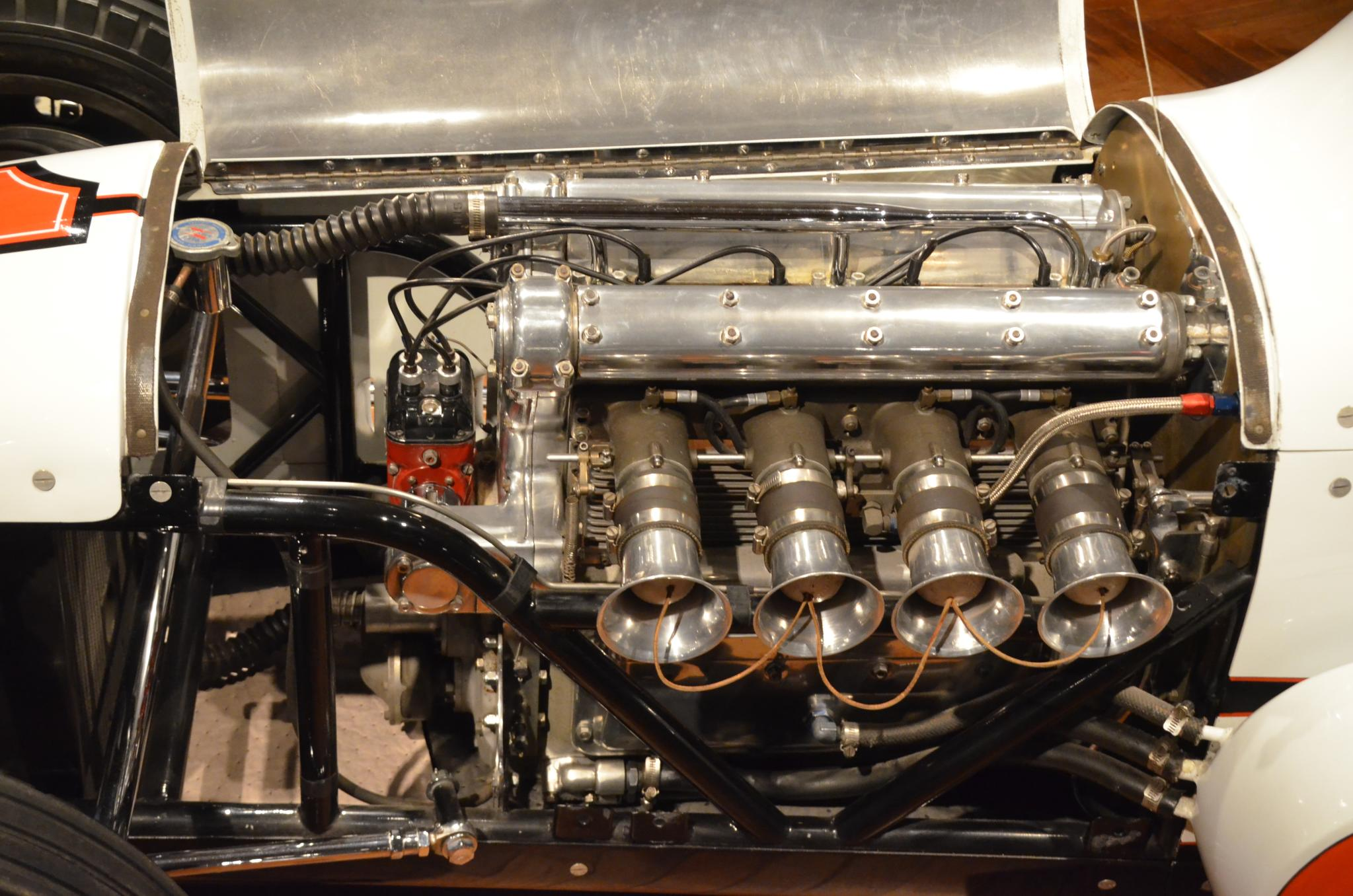
オッフェンハウザー・エンジン

当時選手権では最有力であったオッフェンハウザー・エンジンの購入機を試験しながら開発目標が定められた。オッフェンハウザーは排気量4.13 L、重量458ポンド (208キログラム (kg)) で、燃料にメタノールを用い14.95:1の圧縮比から401英馬力 (299キロワット (kW))の最高出力を得ていたが、チャップマンはメタノールの多大な必要量とそれに伴う搭載重量の増加、または頻繁な給油回数を嫌い、航空ガソリンを用いて出力は低くなるものの軽量かつ長い航続距離を選択した。また、燃料噴射ではなくウェーバー・キャブレターを選択したのもチャップマンの意向であった。この「ガソリンとキャブレター」は市販乗用車と共通することから、上層部の目論見にも合致していた。キャブレターの統合作業はファブリカ・イタリアーナ・カルブラトーリ・ウェーバー (Fabbrica Italiana Carburatori Weber) から出向してきた技術者が、大量のジェットとニードルを持ち込んで行った。
完成したAX-230=プッシュロッド「インディアナポリス」エンジンは排気量4.18 Lで、最高出力はオッフェンハウザーに25英馬力 (19 kW) 及ばない376英馬力 (280 kW) であるが、重量は100ポンド (45 kg) 軽く、500マイル (805キロメートル (km)) レースなら3回から4回の給油が必要なオッフェンハウザーに対し、それが1回で済むため十分勝機があるとみられた。開発の出発点であったチャレンジャーV8とはシリンダーブロックの基本形状やボアピッチなど多くの基礎寸度に名残を残すものの、汎用品を除き共通部は一切なくなっていたが、フォードは広告にあえてそこには触れず、巧妙に市販エンジンとの深い関りを消費者へ印象付けた。

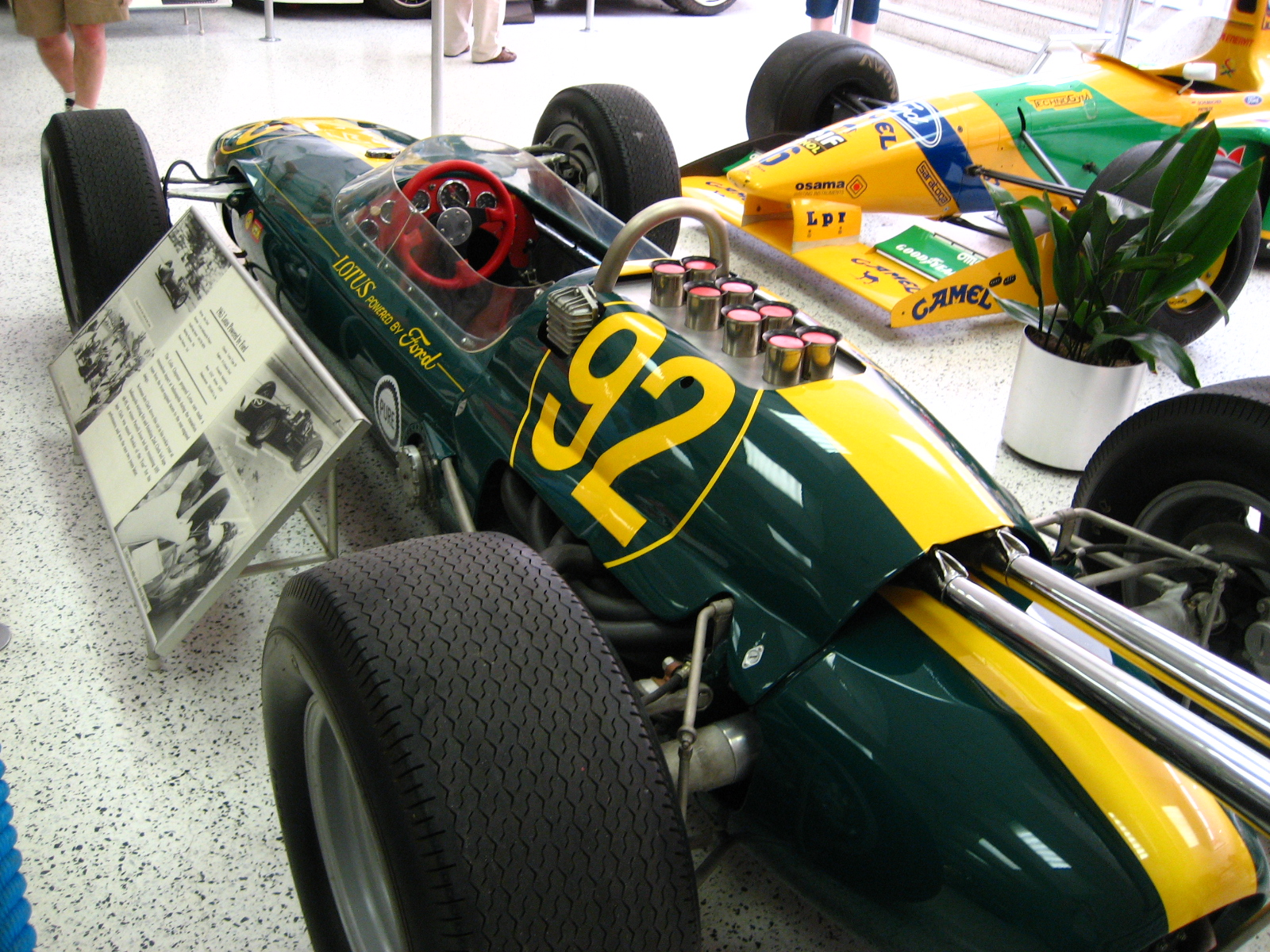
第47回 (1963年) インディアナポリス500に参加したジム・クラークのロータス・29

開発主旨であった1963年のインディアナポリス500には、ロータス・パワードバイ・フォード (Lotus powered by Ford, 以下、LPF) からジム・クラーク (ロータス) とダン・ガーニー (ロータス) の2名体制で参加したが、パーネリ・ジョーンズ (ワトソン・オッフェンハウザー) が優勝し、クラークが2位、ガーニーが7位となった。これは走路へのオイル滴下によって罰則停止を命じられるべき先頭のジョーンズを競技役員が黙認した結果である。チャップマンは不満であったがLPFは最終的にこれを受け入れ、さらに強力なエンジンを開発してオッフェンハウザーを圧倒し、完全勝利する道を選んだ。プッシュロッド「インディアナポリス」はこの後の選手権で当季中に2戦、翌季初頭に1戦運用された (全て舗装トラック)。4戦での勝率は25パーセント (%)、予選一位獲得率は50 %であった。
プッシュロッド「インディアナポリス」はプッシュロッド式としては究極の域に達しており、さらなる出力向上策として再びDOHC式が選択され、開発呼称も凍結されていたAX-227が復活した。新エンジンは引き続き航空ガソリンを燃料とし、できるだけキャブレターを用いることで、性能目標を重量400ポンド (181 kg) 以下、最高出力425英馬力 (317 kW) に定めた。基本的な開発方針としてプッシュロッド「インディアナポリス」の部品を極力引き継いだ。当初ウェーバー・キャブレターで開発が進んでいたが、試験の結果ヒルボーン (Hilborn) 燃料噴射装置が燃料消費率で僅かに勝ったため、途中からこれに変更された。比較的順調に開発が進んだプッシュロッド「インディアナポリス」とは異なり、AX-227は吸排気系の配置を思い切って変更したり、点火プラグの気筒当たり本数を最大3本まで試して1本に落ち着くなど紆余曲折を経た。

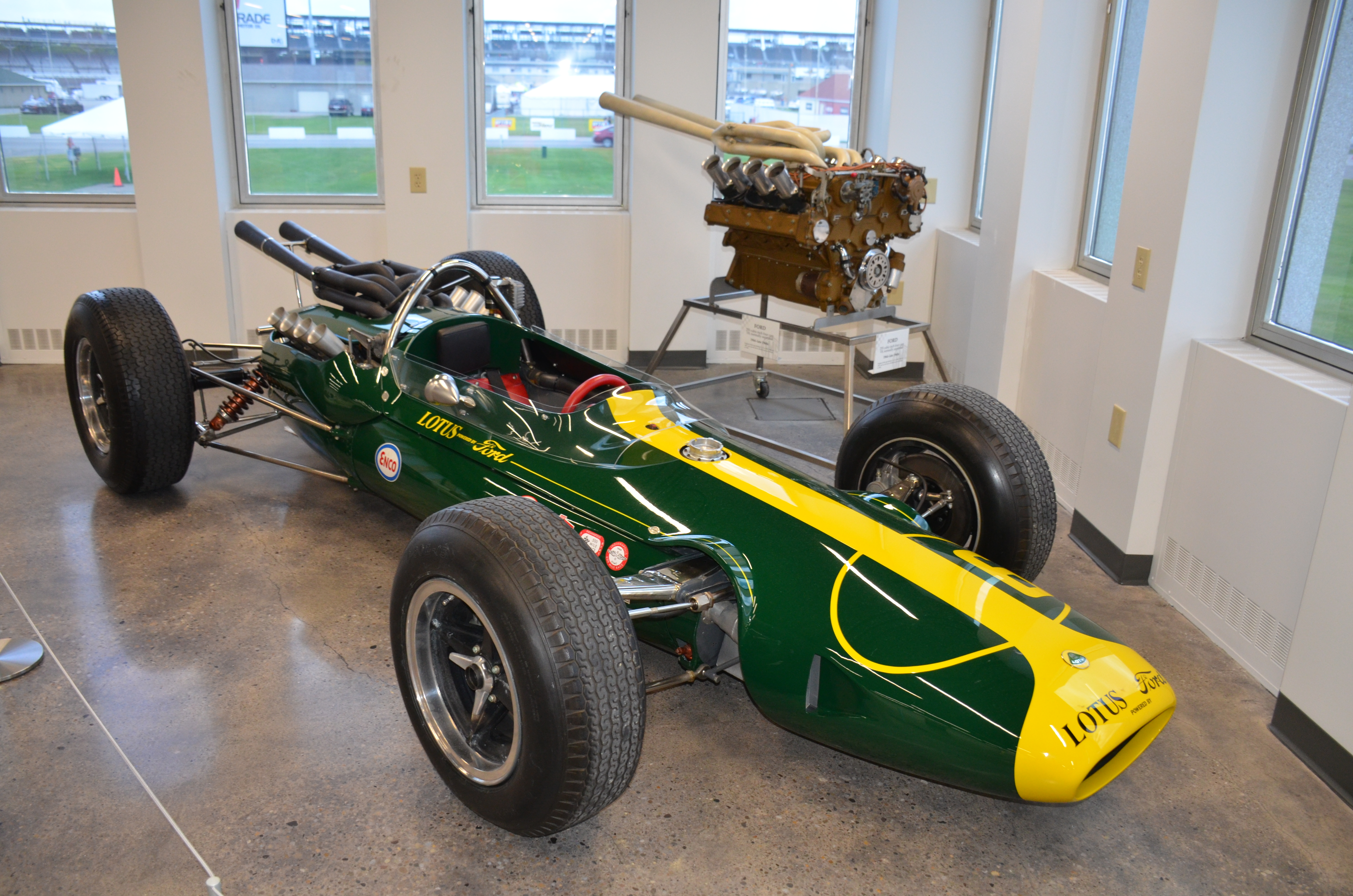
第48回 (1964年) インディアナポリス500に参加したジム・クラークのロータス・34とDOHCコンペティションエンジン

1964年のインディアナポリス500を前にAX-227=DOHCコンペティションエンジンは目標通りに完成し、7名体制で同レースへ参加した。予選でクラーク (ロータス) がそれまでの速度記録を7.675マイル毎時 (12.352キロメートル毎時) 更新して1位を得るも、決勝では3周目にデイブ・マクドナルド (トンプソン) とエディー・サックス (ハリブランド) が火災を伴う事故を起こし (どちらも死亡) 、フォード勢は早々に2名を失った。再スタートから6周まで先頭はクラークが守り、7周目からボビー・マーシュマン (ロータス) が先頭に立つも40周目にギアボックスのドレンプラグを破損して脱落した。替わってクラークが先頭に復帰するが48周目にサスペンションの故障で脱落した。優勝はA.J.フォイト (ワトソン・オッフェンハウザー) で、フォード勢は2位のロジャー・ワード (ワトソン) のみフィニッシュでき、17位のガーニー (ロータス)、24位のクラーク、25位のマーシュマン、26位のエディー・ジョンソン (トンプソン) は途中棄権となった。なお、ワードは本来なら1回で済む給油を頻繁に行っていたことから、フォードに無断でメタノールを燃料に使っていたことがレース後明らかになった。これにはデトネーションに対する信頼性と、より高出力を求める意図があったが、返って競争力を下げただけであった。当季選手権ではこれ以降の未舗装トラックを除く全戦でも運用され、全6戦の勝率は33 %、予選1位獲得率は83 %であった。
1965年は回転数を上げて高出力化を図る改良がなされた。そして合衆国自動車クラブ (United States Auto Club, USAC全米選手権の主催者) が前年の死亡事故の教訓から技術規定を改定したため、燃料をメタノールに変更したこともあり、最高出力は505から515英馬力 (377 - 384 kW) となった。またこの年は1機2万5000ドルで50機が販売され、多くのチームがシーズンを通して車両2台と予備エンジン1機の体制で運用できた。

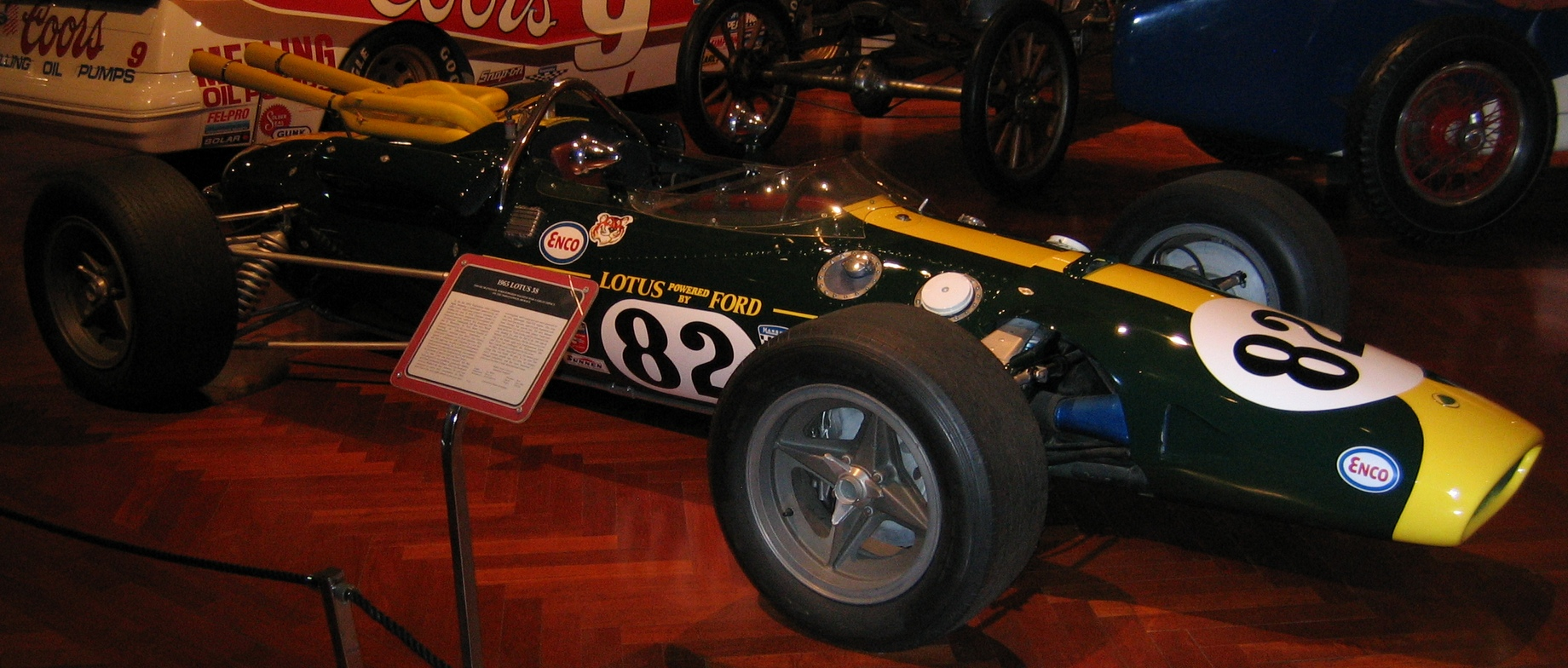
第49回 (1965年) インディアナポリス500で優勝したジム・クラークのロータス・38

1965年のインディアナポリス500にフォード勢は16名が参加した。予選結果はフォイト (ロータス)、クラーク (ロータス)、ガーニー (ロータス)、マリオ・アンドレッティ (ホーク)、ジョーンズ (ロータス) の順で5位までをフォード勢で占められた。決勝はフォイトが先頭を11周守り、12周目から先頭に立ったクラークがその後一度も先頭を明け渡すことなく優勝した。2位以下にはジョーンズ、アンドレッティ、アル・ミラー (予選7位、ロータス) が入り、4位までをフォード勢が占めた。また、予選における速度記録と決勝の平均速度記録をどちらも更新しており、フォードにとっては2年来の雪辱を果たす完全勝利であった。当季選手権は未舗装トラックを除く全13戦で運用され、勝率は62 %、予選1位獲得率は85 %であった。
フォードは目標であったインディアナポリス500に優勝したことで、当季選手権を以て製造販売を終了した。1966年からはマイヤー&ドレイク・エンジニアリング (Meyer & Drake Engineering, オッフェンハウザー・エンジンの製造者) の共同経営者であるルイス・マイヤーへ製造販売の権利を譲渡するが、フォードは非公式に開発に関わり続け、以降オッフェンハウザーに替わって選手権の舗装トラックとロードコースで常勝エンジンとなる。1966年は未舗装トラックを除く全11戦で運用され、勝率、予選1位獲得率共に91 %、1967年は舗装トラックとロードコースでは全16戦で勝率94 %、予選1位獲得率88 %であった。また1967年の後半から未舗装トラックでの運用も始まり、3戦でそれぞれ0 %と67 %であった。
1968年はロードコースでは依然常勝であったが、インディアナポリス500を含む舗装トラックでは出力に勝るターボ過給仕様のオッフェンハウザーに圧倒された。これに対抗してフォードも排気量を2.75 Lに縮小したターボ過給仕様を開発し、最高出力は750英馬力 (559 kW) を発生したが、終盤に1勝できたのみであった。当季選手権は舗装トラック13戦で勝率23 %、予選1位獲得率31 %、ロードコース9戦ではどちらも100 %、未舗装トラック5戦ではどちらも0 %、初運用されたヒルクライムの1戦パイクスピーク自動車ヒルクライム (Pikes Peak Auto Hill Climb) ではアンドレッティが最高4位であった。

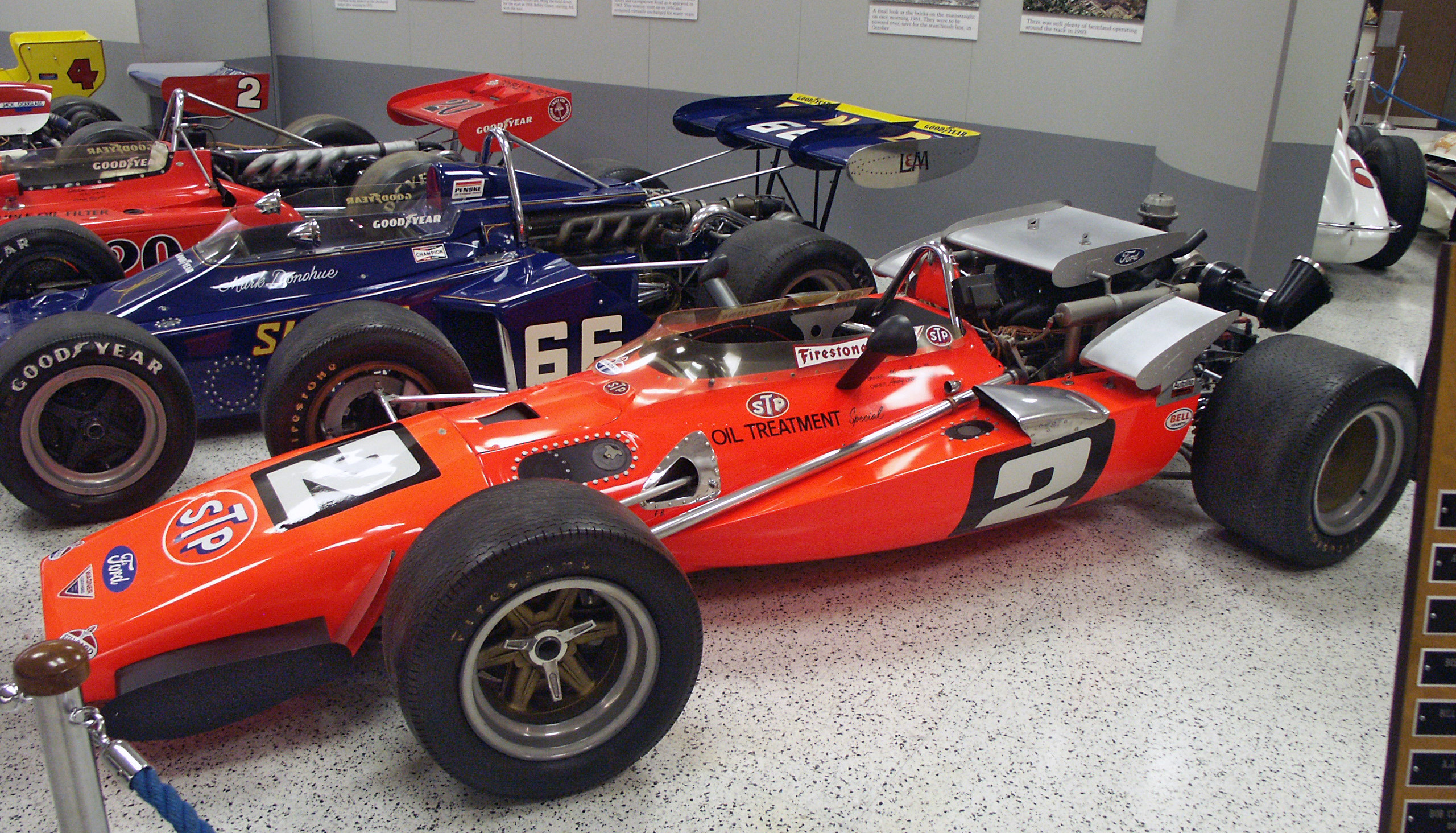
第53回 (1969年) インディアナポリス500で優勝したマリオ・アンドレッティのホーク・III

1969年には選手権の技術規定改定に伴いターボ過給仕様は排気量を更に2.61 Lへ縮小するも、最高出力は850英馬力 (634 kW) まで開発が進み、オッフェンハウザーから覇権を奪還した。以降1970年まで舗装トラックではターボ過給仕様、未舗装トラックとロードコースでは自然吸気仕様がそれぞれ多用され、1971年から選手権の競技場が舗装トラックのみとなったのに伴いターボ過給仕様に一本化された。
1972年からフォイトが所有するAJフォイト・エンタープライズ (A. J. Foyt Enterprise) が全権利を取得し、メイクは「フォイト」に変わった。1977年のインディアナポリス500ではフォイト自身がフォードの新世代エンジンであるコスワースDFXを退け優勝している。最後に運用されたのは1979年のクアーズ200 (Coors 200) で、このときもフォイト自身が優勝している。

### 転換運用

#### フォード・GT

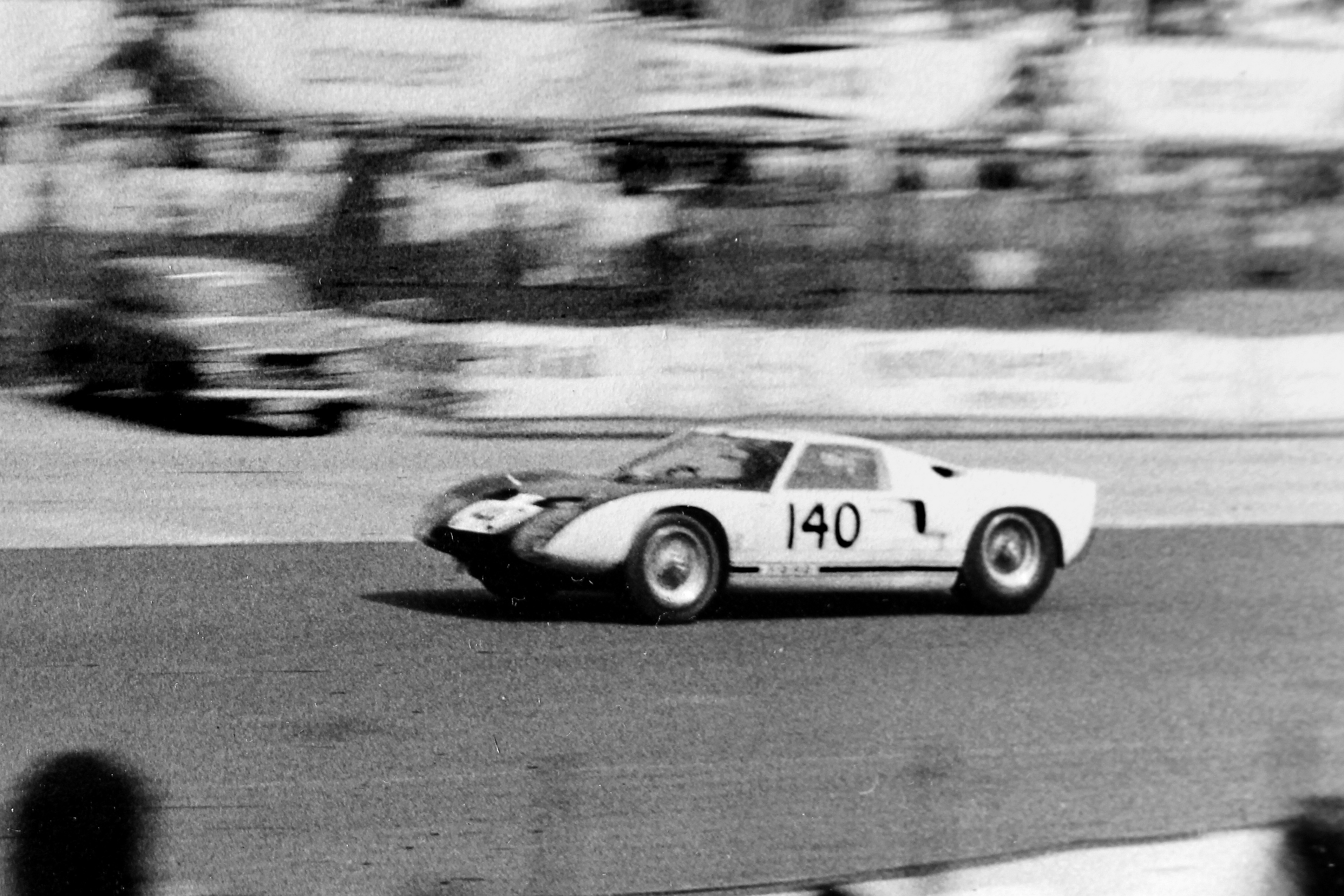
1964年度ADAC1000 kmレース (ニュルブルクリンク) を走るプッシュロッド「インディアナポリス」GTエンジンのフォード・GT

1964年のル・マン24時間を目標に開発されたフォード・GTは、当初よりプッシュロッド「インディアナポリス」を前提としている。競技性と燃料事情から若干出力価を下げて運用された。この仕様はプッシュロッド「インディアナポリス」GT (Pushrod "Indianapolis" GT) と呼ばれる。ル・マン24時間を含む当季のプロトタイプ国際トロフィー (Trophée international des prototypes) は3大会に延べ6機が運用され、当時最強と目されるフェラーリに迫る速さを見せるも全車途中棄権している。ただし棄権理由はエンジンに起因するものではない。同年末の展覧大会に出走した2台はチャレンジャー289V8に換装されており、以降プッシュロッド「インディアナポリス」GTが運用されることはなかった。

#### 世界選手権
1966年からフォーミュラ・レーシングカー国際定式1号 (Formule internationale n° 1, 以下、F1) のエンジン排気量上限が1.50 Lから3.00 Lに変更されることに伴い、フォードはブルース・マクラーレン・モーターレーシング (Bruce McLaren Motor Racing, 以下、BMMR) の要請に応じDOHCコンペティションをF1用に4機供与した。排気量を2995立方センチメートル (cm3) へ縮小と圧縮比調整など必要作業はBMMRが行った。この仕様は406と呼ばれる。1966年の世界選手権 (Championnat du monde) には3大会にブルース・マクラーレン自身の運用で出走した。しかし大きく重くトルクバンドも狭かったため、規定変更に伴い諸チームのF1用エンジンが混沌としている当季においても、成績は5位入賞1回、途中棄権2回に終わり、以降運用されることはなかった。BMMRは1968年にフォードからDFVエンジンの供与を受ける。

## 構造および機構
ガソリンまたはメタノールを燃料とするオットーサイクル機関である。気筒冷却には水冷式を用いている。開発基礎となったチャレンジャーV8の基本構成を継承している。プッシュロッド「インディアナポリス」とDOHCコンペティションの差異は主にシリンダーヘッドであり、その他は基本的に共通である。
二組の直列4気筒が1本のクランクシャフトを共有し、各列がそれぞれ外方へ45度ずつ傾いたV型8気筒配置である。シリンダーブロックは全気筒がスカートと共にアルミニウム合金で一体鋳造されている。ロッカーカバー、フロントカバーおよびサンプにはマグネシウム合金が用いられている。シリンダーブロックはチャレンジャーV8のハーフスカート式を踏襲しており、ボアピッチは同一寸度のままである。ドライデッキ式を採用しているため、気筒周囲のデッキ上には水路孔が全くない完全なクローズドデッキとなっており、ブロックからヘッドへの冷却水路は気筒列後端に2孔あるのみである。横に幅広い4ボルト式メインベアリングキャップ等が採用されている。
潤滑油ポンプはもとより、冷却水ポンプ、組込オルタネーターもギアで駆動され、両ポンプハウジングはアルミニウム合金である。潤滑方式はドライサンプ式であるが、掃油ポンプをクランクシャフト下に配置しているため、サンプはオイルパンからオイル溜まりを省いた程度の深さがある。点火方式は無接点トランジスタ式である。
エキゾーストマニホールドは4気筒を一まとめにする集合方式であるが、クランクシャフトがクロスプレーン式であるため、クロスオーバーチューンと呼ばれる各気筒列の2気筒ずつ (合計4本) を1本にまとめる集合方式を採用し、排気干渉を避けながら掃気効率を高めている。
| サイクル                    | オットーサイクル                                            |
| 気筒配列                    | 90度V型8気筒                                                |
| 総排気量                    | 4184 cm3                                                    |
| シリンダー内径×ピストン行程 | 3.760インチ×2.875インチ (95.50ミリメートル (mm) × 73.03 mm) |
| クランク軸                  | クロスプレーン                                              |
| 点火方式                    | 無接点フルトランジスタ                                      |
| 潤滑方式                    | ドライサンプ                                                |
| 冷却方式                    | 強制循環加圧水式水冷                                        |

### プッシュロッド「インディアナポリス」エンジン (AX-230)
シリンダーヘッドはアルミニウム合金である。燃焼室はウェッジ型のターンフロー式であり、構成するポペットバルブは1気筒当たり吸気、排気各1本で、全16組となるプッシュロッドとシーソー式ロッカーアームを介して1本のカムシャフトが開閉制御している。カムシャフトは直下のクランクシャフトからギアで駆動される。混合気の吸気装置はエンジンバレーに位置し、燃焼ガスは気筒列外側に排気するため、ターンフロー式ではあるが出入口は対極となる。ポペットバルブはエンジンバレー側へ傾倒しているため、燃焼ガスはシリンダーヘッド内を反転して外側へ誘導される。
吸気ポートはプッシュロッドを迂回しない最短距離の形状とされている。このため吸気バルブ用プッシュロッドは吸気ポートを縦に貫通する鞘管内を通っている。その他、プッシュロッド専用のリターンスプリングが採用されている。
燃料供給装置はウェーバー・キャブレター4基であり、1マイル (1.609キロメートル) トラック用が48IDA、インディアナポリス・モーター・スピードウェイ (4.023キロメートル) 用が58IDAである。
| 動弁方式     | プッシュロッド式OHV                                               |
| バルブ数     | 吸気排気各1本 (ターンフロー)                                      |
| 燃焼室形状   | ウェッジ型                                                        |
| 圧縮比       | 12.5: 1                                                           |
| 公称最高出力 | 376英馬力 (280 kW)                                                |
| 本体乾燥重量 | 357ポンド (162 kg) (排気管含む)                                   |
| 燃料         | 航空ガソリン (リサーチオクタン価103.5、グレード115/145)           |
| 燃料供給方式 | 口径58 mmまたは48 mmツインチョーク・ダウンドラフトキャブレター4基 |

#### プッシュロッド「インディアナポリス」GTエンジン
フォード・GT用の仕様である。自動車用に一般流通しているガソリンで長時間稼働できるよう調整されている。自力始動用のスターターモーターを備える。電装品が乗用車と同等になるため、能力不足となる組込オルタネーターは駆動ギアとともに撤去して大型の外装式に替え、クランクシャフトダンパーをプーリー併用式にしてVベルトで駆動される。掃油ポンプも能力が強化されている。燃料供給装置はウェーバー・48IDAキャブレター4基である。
| 圧縮比       | 不明                                                   |
| 公称最高出力 | 350英馬力 (261 kW)                                     |
| 燃料         | 自動車ガソリン (リサーチオクタン価97)                  |
| 燃料供給方式 | 口径48 mmツインチョーク・ダウンドラフトキャブレター4基 |

### DOHCコンペティションエンジン (AX-227)
プッシュロッド「インディアナポリス」の基本構造を継承し、シリンダーヘッド、ピストン、コネクティングロッドが新規開発され、その他は高回転化に対応して必要個所が改良されている。形状が変わったフロントカバーに加えて、カムシャフト駆動系を専用被覆するギアカバーがマグネシウム合金で新設された。
シリンダーヘッド素材はアルミニウム合金である。DOHC式のカムシャフトはギアで駆動される。バケット型タペットでカムに直接押し下げられる吸排気バルブは1気筒当たり各2本の4バルブ式で、ペントルーフ型燃焼室を形成している。バルブ挟み角は70度でクロスフロー式である。
DOHC式になったことでプッシュロッド「インディアナポリス」の吸排気配置では外方の排気ポートが低くなりすぎ、ミッドエンジンのシングルシーターに実装した場合、エキゾーストマニホールドが後サスペンションのリンクと空間で競合した。このため排気をエンジンバレー側に変更し、シリンダーヘッド頂部からの垂直吸気方式を採用してシリンダー外側が整理された。
燃料供給装置はヒルボーン・フューエルインジェクションである。
| 動弁方式     | DOHC                                      |
| バルブ数     | 吸気排気各2本 (クロスフロー)              |
| 燃焼室形状   | ペントルーフ型                            |
| 圧縮比       | 12.5: 1                                   |
| 公称最高出力 | 425英馬力 (317 kW) (1964年型ガソリン燃料) |
| 本体乾燥重量 | 400ポンド (181 kg)                        |
| 燃料         | 航空ガソリンまたはメタノール              |
| 燃料供給方式 | 各気筒同時燃料噴射                        |

#### ターボ過給仕様
排気量を2.75 L (1968年) または2.61 L (1969年以降) に縮小し、圧縮比を下げ、ギャレット・TE06ターボチャージャーを装備している。
| 圧縮比 | 8.0: 1                   |
| 燃料   | メタノール               |
| 過給器 | 排気タービン式遠心圧縮機 |